# Most Vrla
Most Vrla (v srbské cyrilici Мост Врла) je budovaný dálniční most v jižním Srbsku. Nachází se v blízkosti obce Vladičin Han a se svojí délkou 644,4 m je nejdelší na dálnici č. 1. Most nese název podle stejnojmenné řeky, jejíž údolí východně od města překonává.
Most se nachází v nadmořské výšce okolo 400 m n. m.

## Historie
Betonový dálniční most buduje španělské konsorcium Azvi-Rubau a jeho výstavbu financovala Světová banka. Tvoří jej celkem 14 mostních polí dlouhých každé 45 m. Most má celkem 30 pilířů, nejvyšší z nich dosahuje výšky 62 metrů. Výstavba mostu byla zahájena v roce 2017[zdroj?] a měla by být dokončena v lednu 2018. V polovině ledna 2017 se podařilo položit poslední mostní pole na konstrukci stavby. 